# Adrian Jones
Adrian Jones, född 15 juli 1978 i Leksands socken, är en svensk musiker, kompositör och spelman inom området svensk folkmusik. Spelar fiol, altfiol, mandola och mandolin. Blandad repertoar med viss koncentration till Dalarna. Han har studerat vid Kungliga Musikhögskolan i Stockholm och har en masterexamen därifrån. Medlem i musikgrupperna Gjallarhorn, Bowing 9 och Vivien Searcy & the Ozarks med flera. Jones har komponerat för stråkkvartett och arrangerat för symfoniorkester.